# Jacques Couché
Jacques Couché, dit parfois « Couché père », (Gournay-sur-Marne, 23 septembre 1750 - Paris, 5 janvier 1832) est un dessinateur, graveur et marchand d'estampes français.

## Biographie

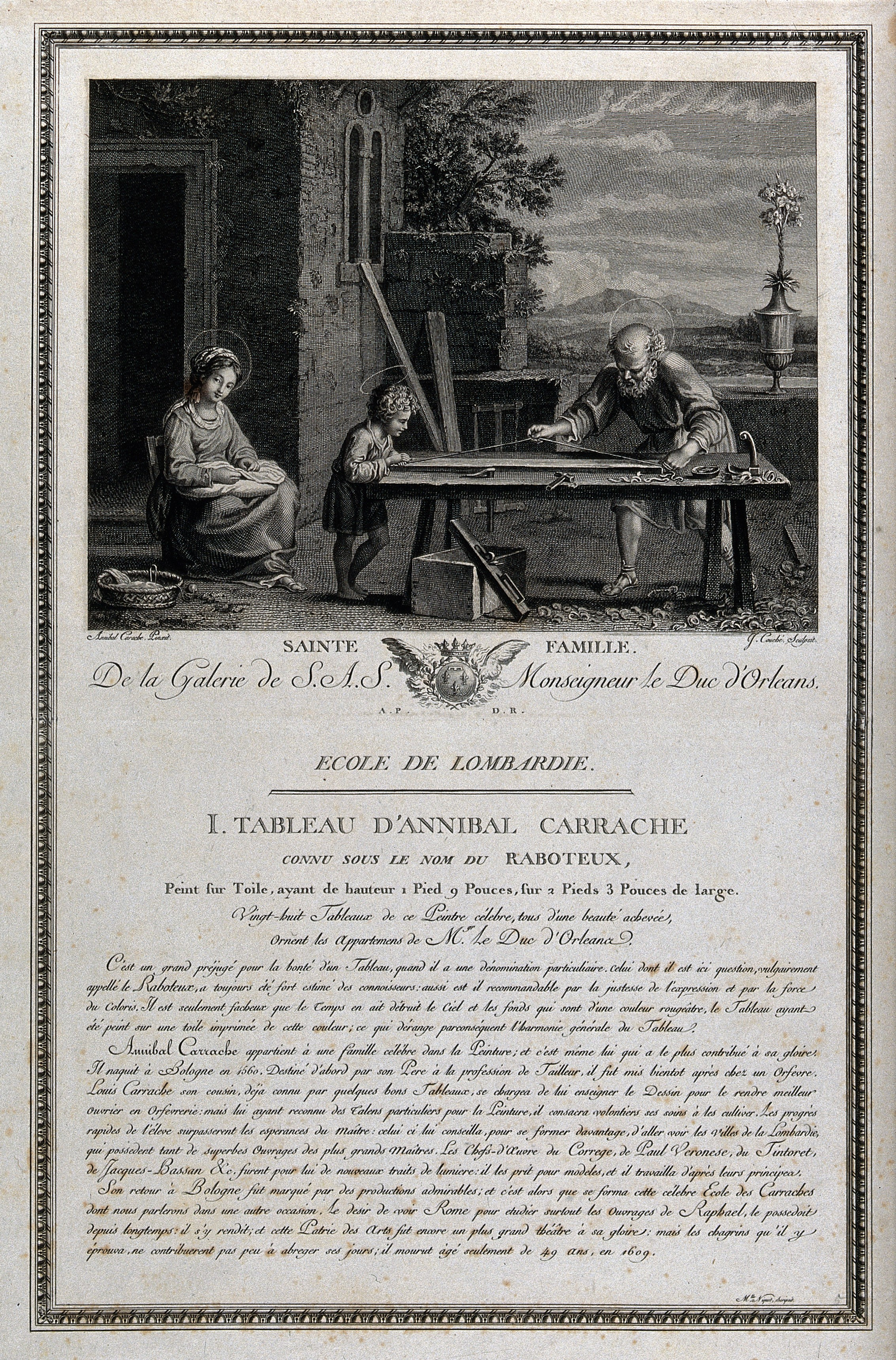
Sainte Famille, d'après Annibale Carracci, planche extraite de la Galerie du duc d'Orléans (1786).

Originaire de Gournay-sur-Marne, il est l'élève de Jean-Charles Le Vasseur et de Jacques Aliamet. Jacques Couché devient maître dans l'art du burin.
En 1781, sort sous la forme d'un album, le « cabinet en gravures de monsieur Poullain », intitulé Collection de cent-vingt estampes chez l'éditeur-graveur Pierre-François Basan associé à Étienne-Léon Poignant : Jacques Couché est l'auteur d'une partie des gravures, parmi des dizaines d'autres collaborateurs.
En 1783-1784, le duc d'Orléans (1725-1785), qui l'avait choisi comme graveur attitré de son cabinet, lui passe commande de l'exécution en gravures de tous ses tableaux présents dans sa collection au Palais-Royal et dans ses autres châteaux. Il s'agit d'une énorme entreprise, la collection de peintures comprend pas moins de 500 œuvres. Dans un premier temps, il confie la composition des dessins à, entre autres, Antoine Borel et Jean-Baptiste Wicar. Il prend comme associé Jacques Bouillard dans la constitution d'une structure éditoriale d'impression d'estampes. Les premières sortent des presses en 1786 sous la forme d'un album intitulé Galerie du Palais-Royal, lancé par souscription. Le nouveau duc d'Orléans décide alors de mettre en vente sa collection de tableaux. Le travail de gravure occupe Couché pendant près de vingt ans, interrompu par les événements révolutionnaires. Les dernières estampes sortent des presses en 1808, totalisant trois tomes. Couché recruta de nombreux collaborateurs, parmi lesquels  Jean Dambrun, François Dequevauviller, Louis Garreau, Heinrich et Carl Guttenberg, Robert de Launay, Massard, Ernest Morace, Patas, Antoine-Louis Romanet, Trière,.
On trouve à Paris trois adresses d'échoppes au nom de J. Couché : la première au 42 de la rue des Fossés-Saint-Germain-des-Prés (avant 1780), puis au 51 rue Saint-Hyacinthe (avant 1789), et la dernière rue de la Harpe (en 1808).
En 1782, naît son fils, François Louis Couché, également graveur et qu'il forma, né d'Antoinette-Constance de Poilly, descendante du graveur et éditeur François de Poilly originaire d'Abbeville, et décédée en avril 1789.
Couché meurt le 5 janvier 1832 à Paris ; il est inhumé au cimetière du Montparnasse le lendemain.

## Élèves
- François Louis Couché.
- Jean-François Pourvoyeur.